# Македонски денар
Денар је званична валута Северне Македоније. Вредност једног денара је еквивалентна вредности 100 денија. Међународна ознака валуте за денар је MKD, а шифра валуте 807. Валута је уведена 27. априла 1992. године и имала је исту вредност као и динар у том тренутку. Реформа валуте је извршена 1993. када је уведен нови денар који је имао вредност 100 старих денара (MKN). Ковани новац постоји у износима од 1, 2, 5, 10 и 50 денара, а новчанице у износима од 100, 200, 500, 1000 и 2000 денара. Новчанице од 10 и 50 денара су привремено у оптицају, док је новчаница од 5000 денара у фази повлачења. Назив потиче од назива римског новца денаријуса.
У 2014. и 2015. години инфлација је износила -0,3%. У 2016. износила је -0,2%, док је у 2017. години стопа инфлације је износила 1,4%. За 2018. годину предвиђа се инфлација од 1,7%, а за 2019. и 2020. годину стопа инфлације од 2%.
Денаре издаје Народна банка Републике Северне Македоније.

## Контроверза око дизајна
Македонија је прогласила независност од Југославије 8. септембра 1991. Према Њујорк тајмсу већ у јануару 1992. појавила се нова валута под именом ‘македонка’. На новчаницама је био цртеж солунске Беле куле. Ово је изазвало велики бес у Грчкој па македонска власт тај новац никада није званично употребљавала.